# Station Vikingskipet
Station Vikingskipet is een halte in  Hamar de hoofdstad van fylke Innlandet  in  Noorwegen. Het station ligt aan  Rørosbanen. De halte werd gebouwd voor de Olympische Spelen van 1994 toen in Vikingskipet de schaatswedstrijden werden gehouden. Direct na de opening is de halte gebruikt voor de WK wielrennen op de baan in 1993. Verder is de halte nimmer gebruikt.